# 直交周波数分割多元接続
直交周波数分割多元接続（ちょっこうしゅうはすうぶんかつたげんせつぞく、英: Orthogonal frequency-division multiple access、OFDMA）は、OFDMの特徴を生かして多元接続を行う。直交周波数分割多重接続、直交周波数（多元）接続とも。

## 概要
携帯電話、無線通信方式の一種でサブキャリアをグループ化にしてノードに割り当て、複数のユーザーがサブキャリアを共有し、それぞれのユーザーにとって一番伝送効率の良いサブキャリアを割り当てる技術である。ユーザーだけでなく、事業者等にとっても周波数の利用効率の向上にもある事からIMT-2000 (WiMAX) でこの方式が採用されている。

## 実用例
OFDMA は以下のように実用化されている。 
- WiMAX - IEEE 802.16のモバイルモード無線LAN規格
- MBWA - IEEE 802.20 モバイル無線MAN規格
- MoCA 2.0
- 第4世代移動通信システム・3GPP・Long Term Evolution (LTE)・5G NR - 無線インターフェースは、以前はHigh Speed OFDM Packet Access (HSOPA) と呼ばれたが、現在は Evolved UMTS Terrestrial Radio Access (E-UTRA) と呼ばれる。
- Wi-Fi6 - IEEE802.11ax無線LAN
- FLASH-OFDM

また、OFDMAはIEEE802.22地域無線ネットワーク (WRAN) のアクセス方法の候補である。プロジェクトはコグニティブ無線ベースの規格を設計することを目的としている。

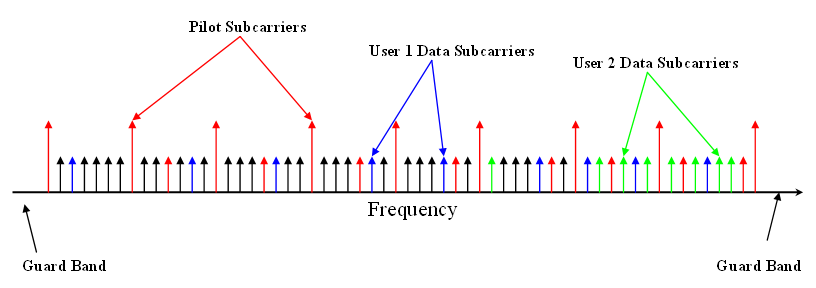
OFDMA サブキャリア（搬送波）